# ジョーン・カニング (初代カニング女子爵)
初代カニング女子爵ジョーン・カニング（英語: Joan Canning, 1st Viscountess Canning、1777年ごろ – 1837年3月14日）は、イギリス首相ジョージ・カニングの妻。

## 生涯
ジョン・スコットとマーガレット・ダンダス（Margaret Dundas、アーニストン卿ロバート・ダンダスの娘）の娘として生まれた。
1800年7月8日、ジョージ・カニング閣下（1770年 – 1827年）と結婚、3男1女をもうけた。
- ジョージ・チャールズ（1801年4月25日 – 1820年3月31日）
- ウィリアム・ピット（1828年9月25日没）
- ハリエット（1804年4月13日 – 1876年1月8日） - 1825年4月4日、初代クランリカード侯爵ユリック・ジョン・ド・バーグと結婚、子供あり
- チャールズ・ジョン（1812年 – 1862年） - 第2代カニング子爵、初代カニング伯爵

1828年1月22日、連合王国貴族であるキルケニー県におけるキルブラハムのカニング女子爵に叙された。この子爵位の継承権は夫ジョージの男系男子に定められた。
1837年3月14日にメイフェアのグローヴナー・スクエア10号で死去、23日にウェストミンスター寺院に埋葬された。息子チャールズ・ジョンが爵位を継承した。